# ARGYLLE/アーガイル
『ARGYLLE/アーガイル』（原題：Argylle）は、2024年のイギリスとアメリカ合衆国の合作によるスパイコメディ映画。
製作・監督はマシュー・ヴォーンで、ジェイソン・フックスが脚本を担当した。ヘンリー・カヴィル、ブライス・ダラス・ハワード、サム・ロックウェル、ブライアン・クランストン、キャサリン・オハラ、デュア・リパ、アリアナ・デボーズ、ジョン・シナ、サミュエル・L・ジャクソンからなるアンサンブル・キャストが出演している。

## あらすじ
スパイ小説「アーガイル」シリーズの著者である愛猫家の小説家エリーは、第5巻をほぼ完成させる。母のルースと父のバリーに会うために列車に乗るが襲撃され、本物のスパイのエイダンに救われる。この後、エリーの目には、しばしば現実と小説の映像が二重写しになる。
エイダンは、現実の悪の秘密組織ディヴィジョンがエリーを狙っていると言う。二人は、ロンドンでディヴィジョンの秘密を記すマスター・ファイルを探し、リッター長官率いるディヴィジョンに幾度となく襲われる。エリーはエイダンが自分を殺そうとしていると疑い、シカゴに住む両親に助けを求めてロンドンに呼び寄せる。だがエイダンは、エリーの両親が実はディヴィジョンの一員であることを明らかにし、二人でフランスに逃げる。元CIA副長官のアルフレッド・ソロモンがエリーに会い、エイダンとともに真相をエリーに説明する。エリーの正体はCIA工作員のレイチェル・カイルであり、5年前にディヴィジョンに捕らえられて偽の記憶を植え付けられ、ヴォグラー博士とリッター長官を両親だと信じ込まされたと語る。抑圧された記憶が浮上しR・カイルがアーガイルに、エイダンがワイアットに転じて小説が書かれ、刊行間近の第5巻ではマスター・ファイルの在りかが示されるはずだったと語る。
エイダンとレイチェル(エリー)はアラビア半島に行き、マスター・ファイルを入手するもディヴィジョンに捕らえられて船の中の秘密基地に連れて行かれる。レイチェルは、自分が実は二重スパイでありディヴィジョンの忠実な一員であることを思い出す。フランスのアルフレッドの居場所を見つけてリッターに教える。だが自分が5年前にディヴィジョンを裏切ったことを思い出し、エイダンとともに逃げ出す。二人はリッターを撃ち、マスター・ファイルをアルフレッドに送信しようとする。ヴォグラー博士(ルース)はレイチェルの心に埋め込まれた秘密コードを発動して操りエイダンを襲わせる。船に潜入していた二人の仲間の工作員キーラがヴォグラー博士を殺して二人を救い、船を爆破して脱出する。
レイチェルは小説家のエリーとして『アーガイル』シリーズの最終巻を刊行する。エリーの目の前に現実のアーガイルが現れる。

## キャスト
※括弧内は日本語吹替。
- オーブリー・アーガイル - ヘンリー・カヴィル（星野貴紀）
  - 『アーガイル』シリーズの主人公のスパイ。
  - 若い頃のアーガイル - ルイス・パートリッジ（上村祐翔）
- エリー・コンウェイ / レイチェル・カイル - ブライス・ダラス・ハワード（園崎未恵）
  - スパイ小説『アーガイル』シリーズを執筆中の作家。
- エイダン・ワイルド - サム・ロックウェル（東地宏樹）
  - エリーの前に現れるスパイ。
  - ワイアット - ジョン・シナ（白熊寛嗣）
  - 『アーガイル』シリーズの登場人物。アーガイルの相棒。モデルはエイダン。
- リッター / バリー - ブライアン・クランストン（牛山茂）
  - エリーの父。正体は現実の悪の秘密組織ディヴィジョンの長官。
  - フォウラー - リチャード・E・グラント
  - 『アーガイル』シリーズの登場人物。モデルはリッター。
- ルース・コンウェイ - キャサリン・オハラ（寺内よりえ）
  - エリーの母。状態はディヴィジョンの一員のヴォグラー博士。
- ルグランジュ- デュア・リパ（田村睦心）
  - 『アーガイル』シリーズの登場人物。アーガイルの敵。
- キーラ - アリアナ・デボーズ（村中知）
  - 現実のCIAの工作員。『アーガイル』シリーズでもCIAの工作員。
- アルフレッド・ソロモン - サミュエル・L・ジャクソン（玄田哲章）
  - CIAの元副長官。
- サバ・アル＝バドル - ソフィア・ブテラ（松本沙羅）
  - マスター・ファイルの番人。
- アルフィー - チップ
  - エリーの猫。
- パウエル - ロブ・ディレイニー（藤井雄太）
  - ディヴィジョンの副長官。
- リー・ナ - ジン・ルージ
  - 『アーガイル』シリーズの登場人物。アーガイルの恋人。
- バーテンダー / スパイ - ベン・ダニエルズ（カメオ出演）
  - ある組織のバーで働くバーテンダーの男。

## 製作
2021年6月、マシュー・ヴォーンがマーヴ・スタジオのもとで『Argylle』を製作・監督すると報じられた。2021年7月、本作は、ジェイソン・フックスが脚本を担当し、ヘンリー・カヴィル、サム・ロックウェル、ブライス・ダラス・ハワード、ブライアン・クランストン、キャサリン・オハラ、ジョン・シナ、サミュエル・L・ジャクソンらが出演すると発表された。2021年8月、本作の配給権はApple TV+に2億ドルで売却された。撮影監督ジョージ・リッチモンドのもと、同月からロンドンで主要撮影が始まり、ヨーロッパのさまざまな場所で行われた  。グリーンフォード、パーク・ロイヤル、ボヴィンドンのスタジオを使用して撮影が行われた。背景ショットはギリシャと米国で撮影された。2021年9月、アリアナ・デボーズがキャストに追加された。2021年11月、ロブ・ディレイニーがキャストメンバーとして参加していることが確認された。
ヴォーン監督は、この映画を『ダイ・ハード』や『リーサル・ウェポン』といった1980年代のアクション・スリラーへの賛歌であると説明している。カヴィルのキャスティングについて聞かれたとき、彼はこう答えた。「私は、ボンドを演じるために生まれてきた人物（つまりヘンリーであるが）を必要とし、ボンドより先に彼に唾をつけたのです。彼は大柄なアクションヒーローをウィンクしながら演じています。『キングスマン』とは全く違うんだ」。

## サウンドトラック
ボーイ・ジョージとナイル・ロジャーズはアリアナ・デボーズと組んだオリジナル楽曲「エレクトリック・エナジー」をサウンドトラックに提供。ブライアン・クランストン、サミュエル・L・ジャクソン、キャサリン・オハラなどキャスト陣はMVにも出演しており、本曲をリップシンクしている。
本作に出演もするデュア・リパが、タイトル曲とスコアにオリジナル楽曲を提供することが決定している 。

## 受賞・ノミネート
| 映画賞                       | 授賞日        | 部門           | 対象                       | 結果       | 出典   |
| ---------------------------- | ------------- | -------------- | -------------------------- | ---------- | ------ |
| 第45回ゴールデンラズベリー賞 | 2025年2月28日 | 最低主演女優賞 | ブライス・ダラス・ハワード | ノミネート | [ 15 ] |
| 第45回ゴールデンラズベリー賞 | 2025年2月28日 | 最低助演女優賞 | アリアナ・デボーズ         | ノミネート | [ 15 ] |

## 将来的な展望
『Aryglle』は、3部作からなるフランチャイズの始まりとなることを意図して製作されている。